# لوسیوس دومیتیوس آهنوباربوس
لوسیوس دومیتیوس آهنوباربوس (انگلیسی: Lucius Domitius Ahenobarbus؛ 49 BC – AD ۲۵) سیاستمدار، و کنسول روم اهل روم باستان بود.